# Biserica „Sfântul Nicolae” din Ișnovăț
Biserica „Sf. Nicolae” și monumente funerare este o biserică amplasată în Ișnovăț, raionul Criuleni, Republica Moldova. Este un monument arhitectural și de artă de importanță națională inclus în Registrul monumentelor Republicii Moldova ocrotite de stat cu nr. 314 (raionul Criuleni). Datează din sec. XIX.